# Stade Océane
Das Stade Océane ist ein Fußball- und Rugbystadion in der französischen Stadt Le Havre. Es bietet Platz für 25.178 Zuschauer und ist die Heimspielstätte des Fußballvereins Le Havre AC. Die Baukosten des Stade Océane von 80 Millionen Euro teilen sich zwischen dem Communauté d’agglomération Havraise (47,5 Mio. €), der Region Haute-Normandie (25 Mio. €), dem Département Seine-Maritime (7 Mio. €) und dem französischen Staat (0,5 Mio. €) auf.

## Geschichte
Das Stade Océane in Le Havre, der nach Einwohnerzahl betrachtet größten Stadt der Normandie und zugleich Stadt mit dem zweitgrößten französischen Hafen, wurde in den Jahren 2010 bis 2012 zwei Jahre lang gebaut. Am 12. Juli 2012 erfolgte genau zwei Jahre nach Baubeginn die Eröffnung mit einem Freundschaftsspiel zwischen dem künftigen Nutzerverein, dem Fußballklub Le Havre AC, und dem OSC Lille. Das Spiel wurde vom Erstligisten und Meister von 2011 aus Lille mit 2:1 gewonnen.
Seit dem Sommer 2012 richtet Le Havre AC seine Heimspiele nun im neuen Stade Océane aus. Der Verein spielt derzeit in der erstklassigen Ligue 1. Insgesamt dreimal konnte der Verein auch den Titel des französischen Fußballmeisters erringen, wobei der letzte solche Erfolg bereits aus dem Jahr 1919 datiert. 1959 wurde mit dem Pokalsieg der bis heute letzte große Erfolg gefeiert.
Da sich in der Zeit im  Vereinsumfeld durchaus Ambitionen bestanden, in naher Zukunft wieder erstklassig zu spielen, entschied sich die Vereinsführung im Jahr 2009 zum Bau eines neuen Stadions, wobei erste Pläne in diese Richtung bereits 2004 entstanden. Die neue Spielstätte sollte das in die Jahre gekommene Stade Jules Deschaseaux, Spielstätte bei der Fußball-Weltmeisterschaft 1938 und über lange Zeit Heimstadion von Le Havre AC, das aber zuletzt nur mehr Platz für gut 16.000 Menschen bot und damit nicht optimal für die Ansprüche des Vereins war, ersetzen. Die Bauarbeiten an der neuen Arena begannen am 12. Juli 2010. Zwei Jahre später war mit dem Stade Océane das neue Stadion von Le Havre fertig. Es stellt derzeit die größte Sportstätte in der Normandie dar und übersteigt auch die Kapazität des zuvor größten der Normandie, des Stadions von SM Caen, dem Stade Michel-d’Ornano, um rund 4.000 Plätze.
Seit der Eröffnung der Sportstätte fand hier bereits ein Länderspiel der französischen Fußballnationalmannschaft statt. Am 15. August 2012 empfing die Equipe Tricolore das Nationalteam Uruguays zu einem Freundschaftsspiel, das vor 25.000 Schaulustigen im Stade Océane von Le Havre mit einem torlosen Remis endete. Neben Events im Fußballsport beheimatet das Stade Océane auch Rugbyspiele. Vor über 11.000 Zuschauern schlug Stade Français im Europapokal 2012/13 den ebenfalls französischen Gegner vom FC Grenoble mit 28:25. Weiterhin können im Stade Océane auch andere Spektakel, beispielsweise Konzerte, ausgetragen werden. In diesem Fall erhöht sich das Fassungsvermögen der Arena auf 33.000 Zuschauerplätze.
Für die Mehrfachnutzung erhielt das Spielfeld eine Naturrasenfläche in die, per Maschine, 20 Millionen Kunstrasenfasern 20 cm tief in den Boden eingesetzt wurden. Die Wurzeln des natürlichen Grüns verwachsen mit der Zeit mit den Kunstfasern und das Spielfeld wird widerstandsfähiger gegenüber starker Beanspruchung. Die leuchtend blaue Außenhülle der Sportarena besteht aus einer 0,25 mm dünnen ETFE-Folie, wie sie unter anderem für die Außenhaut der Münchener Allianz Arena verwandt wurde. Auf dem Dach sind Solarmodule mit einer Fläche von 1.500 m² installiert.

## Spiele der Fußball-Weltmeisterschaft der Frauen 2019 in Le Havre
Bei der Fußball-Weltmeisterschaft der Frauen 2019 in Frankreich war das Stade Océane einer der neun Spielorte. Im Stadion wurden sieben Spiele der WM  ausgetragen.
|                              |   |                    |                      |
| 8. Juni 2019, Gruppe B       |   |                    |                      |
| Spanien                      | – | Südafrika          | 3:1 (0:1)            |
| 11. Juni 2019, Gruppe E      |   |                    |                      |
| Neuseeland                   | – | Niederlande        | 0:1 (0:0)            |
| 14. Juni 2019, Gruppe D      |   |                    |                      |
| England                      | – | Argentinien        | 1:0 (0:0)            |
| 17. Juni 2019, Gruppe B      |   |                    |                      |
| Volksrepublik China          | – | Spanien            | 0:0                  |
| 20. Juni 2019, Gruppe F      |   |                    |                      |
| Schweden                     | – | Vereinigte Staaten | 0:2 (0:1)            |
| 23. Juni 2019, Achtelfinale  |   |                    |                      |
| Frankreich                   | – | Brasilien          | 2:1 n. V. (1:1, 0:0) |
| 27. Juni 2019, Viertelfinale |   |                    |                      |
| Norwegen                     | – | England            | 0:3 (0:2)            |

## Weitere Länderspiele
|                                   |   |                         |     |
| 15. Aug. 2012, Freundschaftsspiel |   |                         |     |
| Frankreich                        | – | Uruguay                 | 0:0 |
| 27. Mär. 2018, Freundschaftsspiel |   |                         |     |
| Senegal                           | – | Bosnien und Herzegowina | 0:0 |

## Galerie

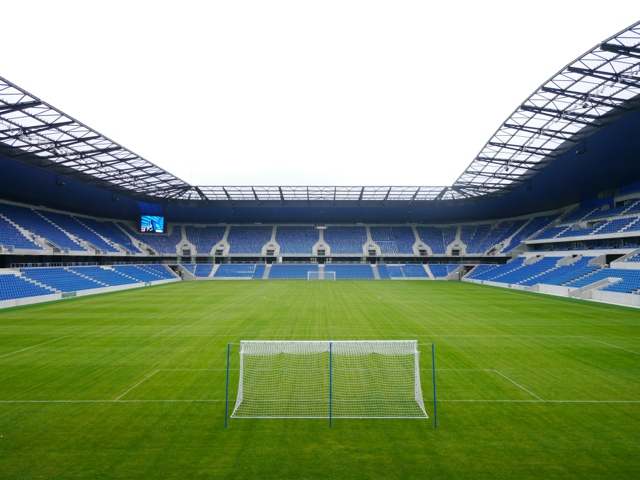
Innenraum und Spielfeld des Stadions
Weitere Außenansicht
Das Stadion bei Tag